# Koweït (ville)
Pour les articles homonymes, voir Koweït (homonymie).
Koweït (en arabe : الكويت, al-kuwayt) est la capitale et la plus grande ville de l'État du Koweït. Elle se situe dans la province (mouhafaza) d'Al-Asimah. Avec près de 2 400 000 habitants, l'agglomération de Koweït totalise plus de 90 % de la population du pays.
Au Koweït, la ville est simplement surnommée « la Ville » (en arabe : الديرة, ad-dīra).. 

## Histoire
Mission de Curaçao dans le golfe Persique à propos de la ville de Koweit aux alentours de 1870: « Al Koweït nommé aussi bien Crane et Quade est la ville la plus peuplée du golfe Persique, elle contient 30 000 habitants environ. » La baie ou le golfe de Koweït est accessible à la plupart des navires d'un grand tirant d'eau qui peuvent trouver partout ici d'assez bons mouillages. En venant de Basrah (Bassora), on peut se servir avec confiance des cartes anglaises. Le golfe Persique du commandant Constable et du lieutenant Stiffe 1862 et du levé trigonométrique de la baie de Grane par les lieutenants Guy et Bruks 1825. La suprématie patriarcale de Koweït est exercée par le scheik Mohammed (Muhammad Al-Sabah (en)). Pour se soustraire à la puissance des Anglais, il s'est tourné de plus en plus vers la Turquie et arbore alors le pavillon de cette nation. Cela ne rapporte rien à la Turquie tout au contraire le scheik reçoit tous les ans un présent du gouverneur de Bassora. Koweït ne produit rien pourtant le commerce est très important car les Bédouins de l'intérieur y apportent leur laine, leurs chevaux, leur bétail, des esclaves, etc. et viennent chercher en échange des armes, de la poudre, des vêtements, des dattes, etc. «Bassorah fournit tout ce que l'on consomme ici, aussi bien que ce qui sert à l'exportation. Bien plus que sur les autres points du littoral, la population s'occupe de la navigation et de la pêche des perles. C'est de Koweït que partent les beaux chevaux arabes que l'on transporte aux Indes anglaises et qui sont remplacés comme fret de retour par du riz, des bois de construction, des armes, de la poudre, etc.»
Comme les navires de commerce européens ne viennent jamais sur rade et que les articles d'importation et d'exportation déjà signalés sont chargés sur des navires du pays, il n'existe aucune formalité ni aucun droit à l'entrée et à la sortie et tout est laissé au bon plaisir du scheik. Ce port ne présente aucun intérêt pour le grand commerce car les navires trouveraient difficilement ici un chargement et écouleraient encore plus difficilement leurs marchandises.»
À l'époque, les Koweïtiens s'aventuraient dans la mer pour gagner leur vie en naviguant à bord de petits et grands navires en bois fabriqués par des artisans qui portaient généralement le titre de « qalalifs » (قلاليف). Au milieu des années 1700, les navires de fabrication koweïtienne ont suscité des éloges régionaux et internationaux, auprès des États de la péninsule arabique qui ont pris commande de navires à diverses fins. Les voyageurs européens, qui visitaient la région à cette époque, appréciaient également les navires de fabrication koweïtienne. Les plus célèbres éloges émanent du lieutenant-colonel H. R. P. Dickson (en), administrateur colonial britannique, qui affirmait en 1912 que le Koweït « fabriquait les plus beaux navires de bois la région. ». Cette même année, quelque 812 navires ont quitté le Koweït. En 1919, le nombre de navires est passé à 1 200. Le processus de construction des navires impliquait généralement un maître constructeur (Raees Al-Qalalif) qui avait sous lui un certain nombre de qalalifs. Le terme Qalaf désigne celui qui transforme le bois, un travail physiquement exigeant. Habituellement commandés par des marchands et des skippers célèbres, les qalalifs se sont donné pour mission de construire les navires, quelle que soit la durée ou la difficulté des tâches. La popularité de l'industrie des navires en bois a continué de croître; cependant, elle a diminué dans les années 1920 en raison d'un certain nombre de facteurs géopolitiques et économiques. À la fin de la Seconde Guerre mondiale et de la découverte de pétrole en 1950, l’activité des navires de bois en bois koweïtiens a continué de s’essouffler avec 50 navires en activité à cette date. De nos jours, il reste quelques navires en bois pour rappeler l’ancien patrimoine et la tradition du Koweït. Le musée maritime de Koweït (ar) ville illustre ce passé maritime considérable.

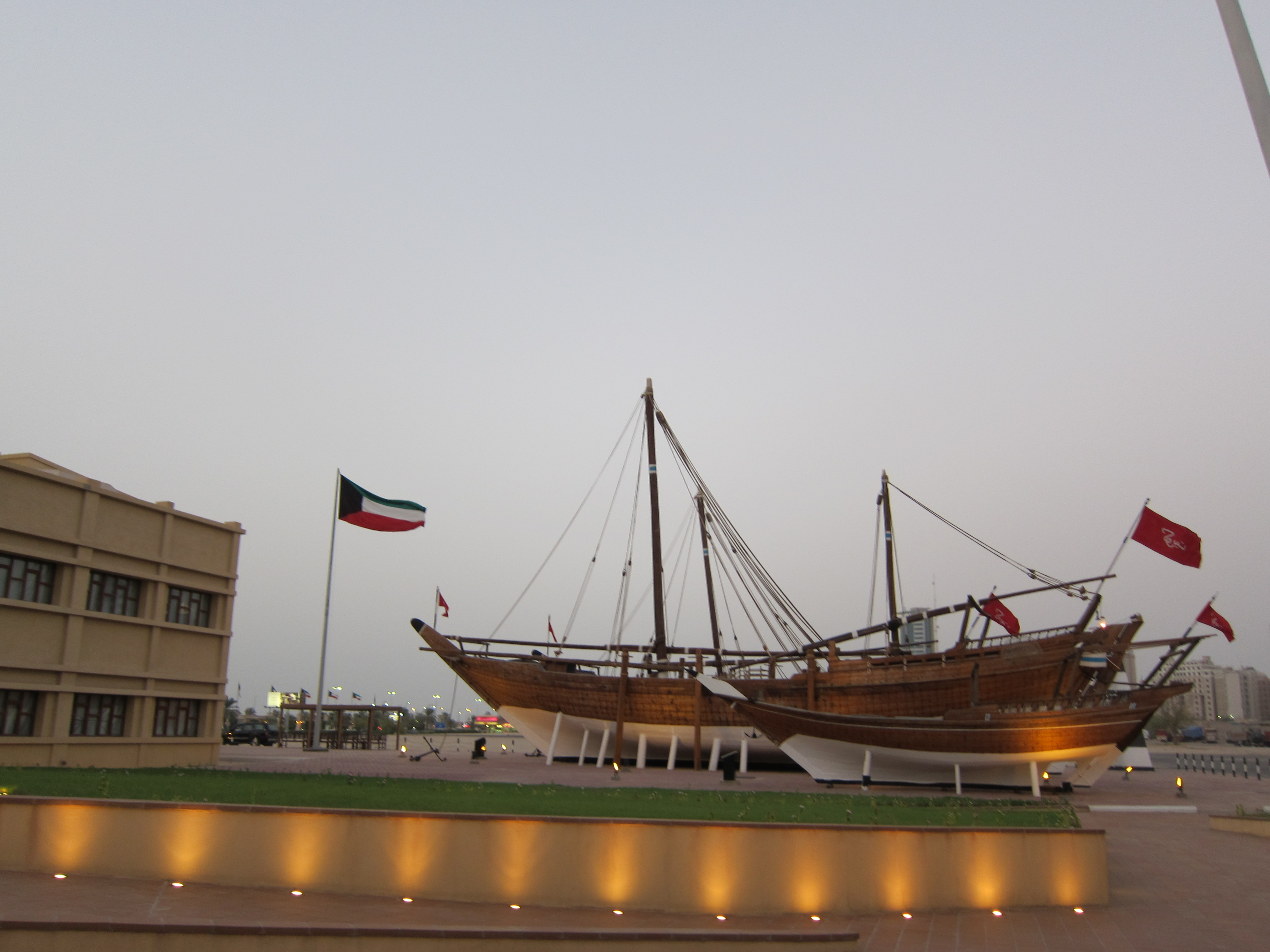
Deux bhum au musée de la marine du Koweït.
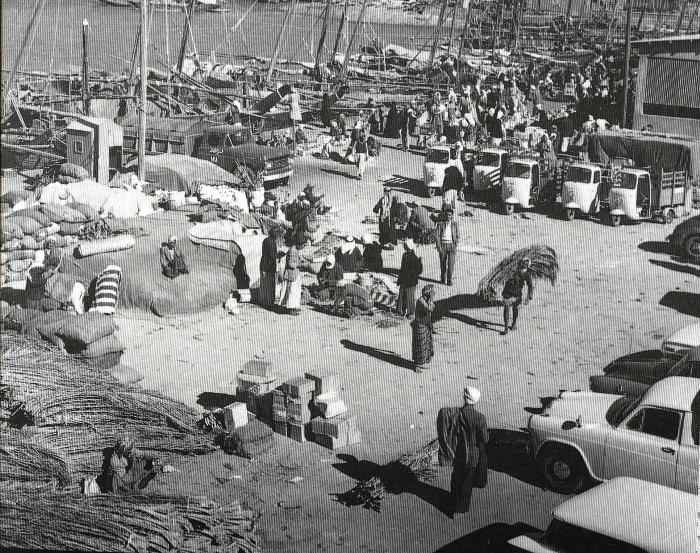
Un marché aux légumes sur le quai d'un petit port de pêche dans la ville de Koweït dans les années 1950.
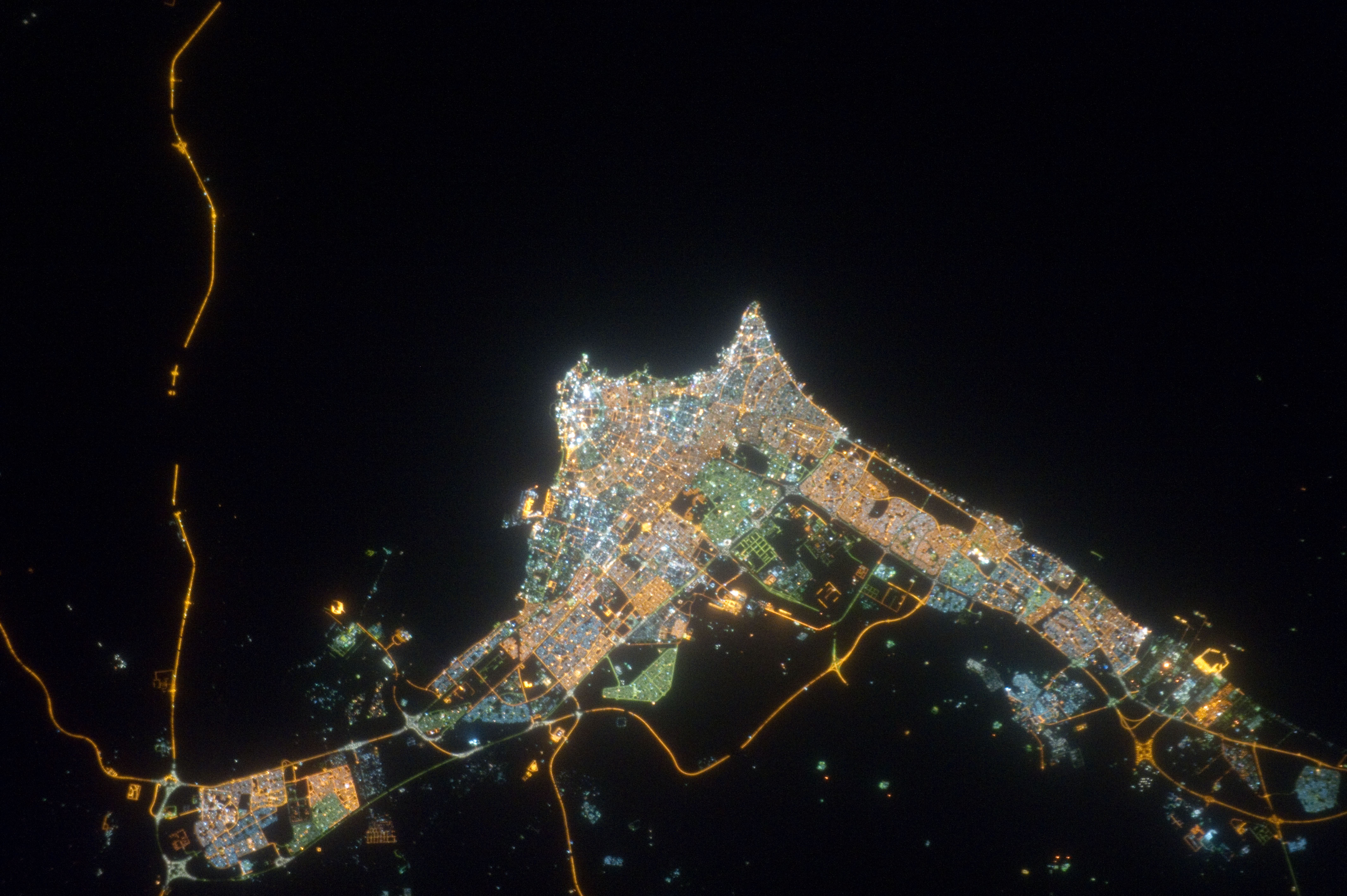
Koweït City de nuit vu depuis l'ISS.

## Géographie

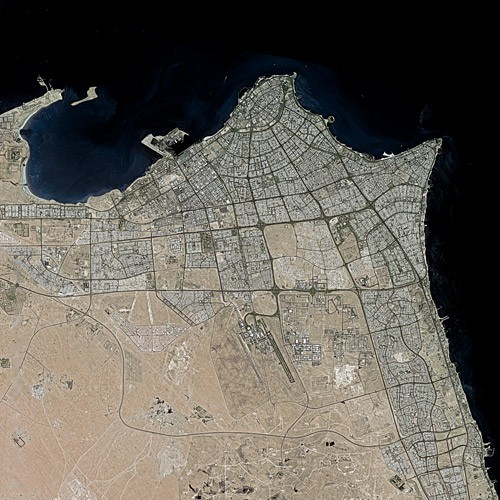
Koweït vue par un satellite SPOT en 2004.

La ville est située sur les rives sud de la baie de Koweït.

## Climat
Son climat est aride et chaud. Les températures estivales varient entre 38 et 46 °C (parfois jusqu'à 50 °C durant les vagues de chaleur).

## Économie
La ville de Koweït concentre la majorité des services gouvernementaux, ainsi que les plus importantes banques et entreprises du pays. Trois symboles du Koweït se situent dans la ville : l'Assemblée nationale (Majlis Al-Umma), qui forme le parlement monocaméral, et trois grandes tours : la Liberation Tower (372 mètres) et les Tours du Koweït (146 et 187 mètres).
La ville est desservie par les principales structures de transport du pays, dont l'aéroport international de Koweït, ainsi que les ports d'Ash Shuwaykh et de Mina Al-Ahmadi, qui donnent sur le golfe Persique.